# Бриџман (Мичиген)
Бриџман (енгл. Bridgman) град је у америчкој савезној држави Мичиген. По попису становништва из 2010. у њему је живело 2.291 становника.

## Демографија
Према попису становништва из 2010. у граду је живело 2.291 становника, што је -137 (-5.6%) становника више него 2000. године.
| Група             | 2000.         | 2010.         |
| Белци             | 2.315 (95,3%) | 2.115 (92,3%) |
| Афроамериканци    | 17 (0,7%)     | 25 (1,1%)     |
| Азијати           | 11 (0,5%)     | 22 (1,0%)     |
| Хиспаноамериканци | 44 (1,8%)     | 85 (3,7%)     |
| Укупно            | 2.428         | 2.291         |